# Parmulariopsis pulchella
Parmulariopsis pulchella är en svampart som beskrevs av Petr. 1954. Parmulariopsis pulchella ingår i släktet Parmulariopsis och familjen Parmulariaceae.   Inga underarter finns listade i Catalogue of Life.